# كلية الطب (جامعة الملك سعود)
كلية الطب في جامعة الملك سعود هي كلية طب تاسست في المملكة العربية السعودية عام 1967، كأول كلية طب في المملكة.

## التاريخ
تأسست كلية الطب بجامعة الملك سعود عام 1967 في عهد الملك فيصل، بدأت الدراسات الفعلية في عام 1969، تم اختيار أعضاء مجلس التدريس والإشراف على الامتحانات حتى عام 1978 بشكل تعاوني بين الكلية وجامعة لندن.
في الذكرى الخامسة والعشرين لتأسيس جامعة الملك سعود 1981 ، تم افتتاح مبنى كلية الطب ومستشفى جامعة الملك خالد للخدمات التعليمية والصحية. أبرمت الكلية أيضًا اتفاقيات مع جامعات مختلفة في أمريكا وكندا والمملكة المتحدة لدعم هذا المجلس الأكاديمي في الكلية وتدريب الأطباء السعوديين الخريجين بالإضافة إلى توفير الإعداد لدراساتهم العليا وتخصصهم في تخصصات طبية مختلفة. 

## التصنيف
احتلت المرتبة 97 في العالم في تصنيف تايمز كيو إس للجامعات العالمية في مجال العلوم الطبية والبيولوجية في عام 2009. 

## المستشفيات

### مستشفى الملك عبد العزيز الجامعي
أول مستشفى جامعي كان مستشفى جامعة الملك عبد العزيز الذي تم تأسيسه في عام 1956 ولكن لم ينتسب إلى الكلية إلا في عام 1976، وحالياً تعتبر المستشفى متخصصة في الأنف والأذن والحنجرة.

### مستشفى الملك خالد الجامعي
تم افتتاح مستشفى جامعة الملك خالد في عام 1982 وكانت عبارة عن مرفق يتسع لـ 850 سرير وأكثر من 20 غرفة عمليات مع جميع الخدمات الطبية العامة والتخصصات الفرعية، ومبنى خاص للمرضى الخارجيين.

## المرحلة الجامعية
تقدم الكلية درجة البكالوريوس في الطب ودرجة البكالوريوس في الجراحة (MBBS).

## الدراسات العليا
تقدم الكلية 43 برنامج تدريب معتمد للدراسات العليا (4 برامج قيد التنفيذ). تتراوح مدة التدريب من سنة إلى خمس سنوات، ويوجد حاليًا ما يقرب من 315 متدرباً، بما في ذلك المقيمين والزملاء والمتدربين الدوليين. 

## الإدارات
- التعليم الطبي
- التشريح
- التخدير
- علوم القلب
- طب الأمراض الجلدية
- طب الطوارئ
- ENT
- طب الأسرة والمجتمع
- دواء
- OBS-أمراض النساء
- طب العيون
- طب العظام
- علم الأمراض
- طب الأطفال
- علم العقاقير
- الطب النفسي
- علم وظائف الأعضاء
- طب إشعاعي
- الجراحة
- عناية حرجة

## خريجون بارزون
الخريجون البارزون 
- عبد الله بن عبد العزيز الربيعة - وزير الصحة.
- يزيد عبد الرحمن العوهلي - مدير مستشفيات وزارة الصحة.
- توفيق أحمد خوجة - مدير عام المراكز الصحية بوزارة الصحة.
- محمد حسن المفتي - مدير مستشفى قوى الأمن العام.
- سلطان عبد الله باهبري - المدير التنفيذي لمستشفى الملك فيصل التخصصي ومركز الأبحاث ، جدة.
- محمد حمزة خشيم - مدير مستشفى الملك خالد.

## روابط خارجية
- كلية الطب، جامعة الملك سعود
- جامعة الملك سعود
- مكتبة جامعة الملك سعود الرقمية
- معلومات أكثر